# Columbus (Kentucky)
Columbus és una població dels Estats Units a l'estat de Kentucky. Segons el cens del 2000 tenia 229 habitants.

## Demografia
Segons el cens del 2000, Columbus tenia 229 habitants, 95 habitatges, i 60 famílies. La densitat de població era de 215,7 habitants/km².
Dels 95 habitatges en un 27,4% hi vivien nens de menys de 18 anys, en un 49,5% hi vivien parelles casades, en un 12,6% dones solteres, i en un 35,8% no eren unitats familiars. En el 31,6% dels habitatges hi vivien persones soles el 12,6% de les quals corresponia a persones de 65 anys o més que vivien soles. El nombre mitjà de persones vivint en cada habitatge era de 2,41 i el nombre mitjà de persones que vivien en cada família era de 3,11.
Per edats la població es repartia de la següent manera: un 23,1% tenia menys de 18 anys, un 13,5% entre 18 i 24, un 26,2% entre 25 i 44, un 24% de 45 a 60 i un 13,1% 65 anys o més.
L'edat mediana era de 35 anys. Per cada 100 dones de 18 o més anys hi havia 95,6 homes.
La renda mediana per habitatge era de 25.313 $ i la renda mediana per família de 29.844 $. Els homes tenien una renda mediana de 21.667 $ mentre que les dones 14.500 $. La renda per capita de la població era d'11.766 $. Entorn del 5,1% de les famílies i el 9,1% de la població estaven per davall del llindar de pobresa.

## Poblacions més properes
El següent diagrama mostra les poblacions més properes.